# Гринстейн, Джесси Леонард
Джесси Леонард Гринстейн (англ. Jesse Leonard Greenstein, 1909 − 2002) — американский астроном.

## Биография
Родился в Нью-Йорке, в 1929 окончил Гарвардский университет, затем занялся предпринимательской деятельностью. В 1934—1937 продолжал изучение астрономии в Гарварде. В 1937—1948 работал в Йеркской обсерватории, в 1939—1948 — также в обсерватории Мак-Дональд. С 1948 — сотрудник обсерваторий Маунт-Вилсон и Маунт-Паломар, с 1949 — также профессор Калифорнийского технологического института.
Основные труды в области физики звёзд и межзвёздной среды. В ряде статей, опубликованных в 1930-е годы, рассмотрел некоторые вопросы теории взаимодействия излучения и разрежённого вещества в межзвёздном пространстве — межзвёздное поглощение и закон покраснения света звёзд, световое давление в галактических туманностях. В 1937 предпринял одну из первых попыток определить преимущественные размеры пылевых частиц в межзвездном пространстве путём сравнения теоретических расчётов с наблюдаемой зависимостью межзвездного поглощения света от длины волны. С помощью небулярного спектрографа занимался вместе с Льюисом Дж. Хеньи исследованием диффузного излучения в Галактике и некоторых слабых туманностей. Совместно с Хини сконструировал светосильную широкоугольную камеру, с которой получил серию фотографий Млечного Пути.
С 1939 интересы Гринстейна концентрируются на звездной спектроскопии, особенно на изучении химического состава звездных атмосфер. Определил химический и изотопный состав многих нормальных и пекулярных звезд. Эти работы были частью разработанной им совместно с У. А. Фаулером большой программы изучения процессов образования и эволюции химических элементов во Вселенной путём сопоставления химического состава звезд различного возраста. Гринстейн выполнил обширные спектроскопические наблюдения вырожденных звёзд. Разработал спектральную классификацию белых карликов, определил температуры, радиусы и массы большого их числа. В 1951 совместно с Л. Спитцером (независимо от А. Я. Киппера) указал на важную роль в формировании оптического континуума туманностей механизма двухфотонного излучения при переходах со второго уровня атома водорода. Принимал участие в первых работах по оптическому отождествлению звездообразных радиоисточников (квазаров), по отождествлению их спектров и объяснению природы их красного смещения. Предложил механизм возникновения межзвёздной поляризации излучения звёзд за счёт преимущественной ориентации пылинок под действием межзвёздного магнитного поля (механизм Дейвиса — Гринстейна).
Член Национальной АН США (1957), член Королевского общества Бельгии в Льеже.
Медаль Брюс Тихоокеанского астрономического общества (1971), Золотая медаль Королевского астрономического общества (1975), медаль Льежского университета (1975).
В его честь назван астероид (4612) Гринстейн.